# جيمس نوبل (لاعب كرة قدم أمريكية)
جيمس نوبل (بالإنجليزية: James Noble)‏ هو لاعب كرة قدم أمريكية أمريكي، ولد في 14 أغسطس 1963 في جاكسونفيل في الولايات المتحدة.

## وصلات خارجية
- جيمس نوبل على موقع مرجع كرة القدم المحترفة.كوم (الإنجليزية)